# Линк Реј
Фред Линколн „Линк“ Реј млађи (2. мај 1929 — 5. новембар 2005) је био амерички гитариста, текстописац и вокал који је постао популаран касних 1950-их. Његов инструментални сингл "Rumble" из 1958. године достигао је топ 20 у Сједињеним Државама; и била је једна од најранијих песама у рок музици која је користила дисторзију и тремоло.
Rolling Stone је уврстио Реја на 45. место на својој листи 100 највећих гитариста свих времена. Добио је две номинације за Рокенрол Кућу славних, пре него што је уврштен у категорију музичког утицаја 2023. године.

## Музички стил и утицај
Рејеви снимци из 1950-их „размичу кантри и рокабили“. Касније је изводио гаражни рок под утицајем сурфа 1960-их, мочварни рок и кантри рок раних 1970-их и хард рок касних 1970-их и надаље.
Реј је заслужан за популаризовање струјног акорда (енгл. power chord). Према AllMusic-овом Кјуб Коду, Рејеви инструментални снимци, почевши од „Rumble“ преко његових Swan синглова раних 1960-их, поставили су нацрте за „хеави метал, треш, само тако." тешки рок“, према Џеремију Симондсу.
Реј је утицао на широк спектар уметника. Џими Пејџ је описао Линк Реја као „стварног бунтовника“ и навео Реја као велики утицај на његову рану каријеру. Према Rolling Stone-у, Пит Таунсхед из The Who је једном рекао: „Да није било Линка Реја и 'Rumble', никада не бих узео гитару у руке." Марк Смит из The Fall-а написао је у аутобиографији: „Једини људи на које сам се заиста угледао били су Линк Реј и Иги Поп... Момци попут Реја су за мене веома посебни.“ Иги Поп и Нил Јанг су такође навели Реја као утицај на њихов рад.
Боб Дилан се позива на Реја у својој песми "Sign Language", коју је снимио као дует са Ериком Клептоном 1975: "Линк Реј је свирао на џубоксу који сам плаћао"/ за речи које сам говорио, тако погрешно схваћене/ није ми учинио ништа добро“ И Дилан и Брус Спрингстин извели су Рејеву мелодију „Rumble“ на концерту као омаж утицајном музичару након његове смрти 2005. године. Године 2007. музичар Стивен Ван Зандт је увео Линк Реја у Кућу славних музичких индијанаца уз омаж његовог унука Криса Веба и  уметника Герија Смола.

## Дискографија

### Синглови
| Објављено              | А-страна                                                    | Б-страна                                   | Продукцијска кућа | Број каталога | US |
| ---------------------- | ----------------------------------------------------------- | ------------------------------------------ | ----------------- | ------------- | -- |
| 1958                   | "Rumble"                                                    | "The Swag"                                 | Cadence           | 1347          | 16 |
| 1959                   | "Raw-Hide"                                                  | "Dixie-Doodle"                             | Epic              | 5-9300        | 23 |
| 1959                   | "Comanche"                                                  | "Lillian"                                  | Epic              | 5-9321        |    |
| 1959                   | "Slinky"                                                    | "Rendezvous"                               | Epic              | 5-9343        |    |
| 1960                   | "Trail of the Lonesome Pine"                                | "Golden Strings"                           | Epic              | 5-9361        |    |
| 1960                   | "Roughshod"                                                 | "Vendetta"                                 | Scottie           | 1320          |    |
| 1960                   | "Ain't That Lovin' You Babe"                                | "Mary Ann"                                 | Epic              | 5-9419        |    |
| 1961                   | "Jack The Ripper"                                           | "The Stranger"                             | Rumble            | 1000          |    |
| 1961                   | "El Toro"                                                   | "Tijuana"                                  | Epic              | 5-9454        |    |
| 1961                   | "Evil Angel"                                                | "Danger One Way Love"                      | Rumble            | 1349          |    |
| 1962                   | "Poppin' Popeye"                                            | "Big City Stomp"                           | Trans Atlas       | M-687         |    |
| 1962                   | "Hold It" [објављено као Ray Vernon & The Raymen]           | "Big City After Dark"                      | Mala              | 456           |    |
| 1963                   | "Dancing Party"                                             | "There's a Hole in the Middle of the Moon" | Mala              | 458           |    |
| 1963                   | "Hambone"                                                   | "Rumble Mambo"                             | OKeh              | 4-7166        |    |
| 1963                   | "Jack The Ripper"                                           | "The Black Widow"                          | Swan              | S-4137        | 64 |
| 1963                   | "Week End"                                                  | "Turnpike U.S.A."                          | Swan              | S-4154        |    |
| 1963                   | "The Sweeper"                                               | "Run Chicken Run"                          | Swan              | S-4163        |    |
| 1964                   | "The Shadow Knows"                                          | "My Alberta"                               | Swan              | S-4171        |    |
| 1964                   | "Deuces Wild"                                               | "Summer Dream"                             | Swan              | S-4187        |    |
| 1965                   | "Good Rockin' Tonight"                                      | "I'll Do Anything For You"                 | Swan              | S-4201        |    |
| 1965                   | "I'm Branded"                                               | "Hang On"                                  | Swan              | S-4211        |    |
| није пуштено у продају | "Please Please Me"                                          | "Rumble '65"                               | Swan              | S-4221        |    |
| 1965                   | "Baby, What'cha Want Me"                                    | "Walkin' Down the Street Called Love"      | Diamond           | D-186         |    |
| October 1965           | "Girl from the North Country"                               | "You Hurt Me So"                           | Swan              | S-4232        |    |
| December 1965          | "Ace of Spades"                                             | "The Fuzz"                                 | Swan              | S-4239        |    |
| February 1966          | "Batman Theme" (with Bobby Howard)                          | "Alone"                                    | Swan              | S-4244        |    |
| July 1966              | "Hidden Charms"                                             | "Ace of Spades"                            | Swan              | S-4261        |    |
| October 1966           | "Let the Good Times Roll" (with Kathy Lynn)                 | "Soul Train"                               | Swan              | S-4273        |    |
| 1967                   | "Jack The Ripper" [reissue]                                 | "I'll Do Anything For You"                 | Swan              | S-4284        |    |
| 1968                   | "Rumble '68"                                                | "Blow Your Mind"                           | Heavy             | H-101         |    |
| 1969                   | "Rumble–69"                                                 | "Mind Blower"                              | Mr. G             | G-820         |    |
| 1971                   | "Fire and Brimstone"                                        | "Juke Box Mama"                            | Polydor           | PD-14084      |    |
| 1971                   | "Fallin' Rain"                                              | "Juke Box Mama"                            | Polydor           | PD-14096      |    |
| 1973                   | "Shine the Light"                                           | "Lawdy Miss Clawdy"                        | Polydor           | PD-14188      |    |
| 1973                   | "I'm So Glad, I'm So Proud"                                 | "Shawnee Tribe"                            | Virgin [UK]       | VS-103        |    |
| 1974                   | "I Got To Ramble" (Dedicated to the memory of Duane Allman) | "She's That Kind of Woman"                 | Polydor           | PD-14256      |    |
| 1974                   | "It Was a Bad Scene"                                        | "Backwoods Preacher Man"                   | Polydor [UK]      | 2066 366      |    |
| 1975                   | "I Know You're Leaving Me Now"                              | "Quicksand"                                | Virgin [UK]       | VS-142        |    |
| 1979                   | "It's All Over Now, Baby Blue"                              | "Just That Kind"                           | Charisma [UK]     | CB-333        |    |
| 2018                   | "Son of Rumble"                                             | "Whole Lotta Talking"                      | Easy Eye          | 566577-7      |    |
| 2019                   | "Vernon's Diamond"                                          | "My Brother, My Son"                       | Easy Eye Records  | EES-009       |    |

Реј је био истакнути сарадник на синглу Роберта Гордона из 1977. „Red Hot" (Private Stock 45–156). Сингл је достигао 83. место на Билборд Хот 100 листи.

### Албуми
| Објављено | Наслов | Продукцијска кућа    | Број каталога     |
| --------- | --- | -------------------- | ----------------- |
| 1960 US   | Link Wray & The Wraymen | Epic                 | LN 3661           |
| 1962 US   | Great Guitar Hits by Link Wray and His Raymen                                                                                                | Vermillion           | LP-1924           |
| 1963 US   | Jack the Ripper | Swan                 | S-LP 510          |
| 1964 US   | Link Wray Sings and Plays Guitar | Vermillion           | LP-1925           |
| 1969 US   | Yesterday – Today | Record Factory       | LP-1929           |
| 1971 US   | Link Wray | Polydor              | PD-24-4064        |
| 1971 US   | Mordicai Jones (with Bobby Howard) | Polydor              | PD-5010           |
| 1973 US   | Beans and Fatback (rec. 1971) | Virgin               | V-2006            |
| 1973 US   | Be What You Want To | Polydor              | PD-5047           |
| 1974 US   | The Link Wray Rumble | Polydor              | PD-6025           |
| 1974 US   | Listen to the Voices That Want to Be Free (with Joey Welz; rec. 1969–70) [reissued in 2013 as Rumble & Roll on Rokarola/Music Avenue 250346] | Music City           | MCR-5003          |
| 1975 US   | Stuck in Gear | Virgin               | V-2050            |
| 1979 US   | Bullshot | Visa/Passport/Gem    | VISA 7009         |
| 1980 US   | Live at the Paradiso [at the Paradiso, Amsterdam]                                                                                            | Visa/Passport/Gem    | VISA 7010         |
| 1985 UK   | Live in '85 | Big Beat             | WIK 42; CDWIK 972 |
| 1989 DE   | Born to Be Wild: Live in the U.S.A. 1987 | Line                 | LICD 9.00690      |
| 1989 UK   | Rumble Man | Ace                  | CH 266            |
| 1990 UK   | Apache | Ace                  | CH 286; CDCHD 931 |
| 1990 UK   | Wild Side of the City Lights | Ace                  | CH 296; CDCHD 931 |
| 1993 DK   | Indian Child | Epic/Sony Music      | EPC 473100 2      |
| 1997 US   | Shadowman | Hip-O/UMe            | HIPD-40069        |
| 1997 US   | Walking Down a Street Called Love [live] | Cult Music/Cleopatra | CLP-9989          |
| 2000 UK   | Barbed Wire | Ace                  | CDCHD 770         |
| 2019 UK   | Link Sings Elvis [10" LP] | Ace                  | 10CHD 1553        |

### Compilations
| Објављено | Наслов | Продукцијска кућа  | Број каталога     |
| --------- | --- | ------------------ | ----------------- |
| 1978 UK   | Link Wray: Early Recordings                                                                                                | Chiswick/Ace       | CH 6; CDCHD 1460  |
| 1982 UK   | Good Rockin' Tonight | Chiswick/Ace       | CH 69; CDCHD 1460 |
| 1987 UK   | Growling Guitar | Big Beat           | WIK 65; CDWIK 972 |
| 1989 UK   | The Original Rumble: Plus 22 Other Storming Guitar Instrumentals                                                           | Ace                | CDCH 924          |
| 1989 UK   | The Swan Demos '64 [reissued in 2005 as Law of the Jungle! The Swan Demos '64 on Sundazed SC-6221]                         | Hangman            | HANG-31 UP        |
| 1990 UK   | Jack The Ripper [reissued in 1994 on Forevermore FVR-5002; and again in 2005 on Sundazed LP-5192]                          | Hangman            | HANG-33 UP        |
| 1990 US   | Hillbilly Wolf: Missing Links Vol. 1                                                                                       | Norton             | ED 210            |
| 1990 US   | Big City After Dark: Missing Links Vol. 2                                                                                  | Norton             | ED 211            |
| 1990 US   | Some Kinda Nut: Missing Links Vol. 3                                                                                       | Norton             | ED 212            |
| 1992 US   | Walkin' With Link | Epic/Legacy        | EK 47904          |
| 1993 US   | Rumble! The Best of Link Wray                                                                                              | Rhino              | R2 71222          |
| 1995 US   | Guitar Preacher: The Polydor Years [2CD]                                                                                   | Chronicles/Polydor | 527 717           |
| 1995 US   | Mr. Guitar: Original Swan Recordings [2CD]                                                                                 | Norton             | CED 242           |
| 1997 US   | Streets of Chicago: Missing Links Volume 4                                                                                 | Norton             | ED 253            |
| 1997 UK   | Robert Gordon with Link Wray / Fresh Fish Special [2-LP-on-1-CD; with extra bonus track: "Endless Sleep"]                  | Ace                | CDCHD 656         |
| 1997 UK   | The Swan Singles Collection 1963–1967 [reissued in 2004 on Sundazed LP-5178]                                               | Rollercoaster      | RCCD 3011         |
| 2002 US   | Slinky! The Epic Sessions '58–'61 [2CD]                                                                                    | Sundazed           | SC-11098          |
| 2002 UK   | Law of the Jungle | Ace                | CDCHD 837         |
| 2004 UK   | "They're Outta Here", Says Archie [first issue of the unreleased 1958 Cadence album, rejected by label boss Archie Bleyer] | Rollercoaster      | RCCD 3032         |
| 2006 US   | White Lightning: Lost Cadence Sessions '58                                                                                 | Sundazed           | SC-11137          |
| 2007 UK   | King of the Wild Guitar | Ace                | CDCHD 1143        |
| 2007 UK   | The Pathway Sessions (includes the albums: Apache, Wild Side of the City Lights)                                           | Ace                | CDCHD 1154        |
| 2015 UK   | 3-Track Shack [2CD] (includes the albums: Link Wray, Mordicai Jones, Beans and Fatback)                                    | Ace                | CDCH2 1451        |

### Са Робертом Гордоном
| Објављено | Наслов                                          | Продукцијска кућа                                                                                   | Број                                       |
| --------- | ----------------------------------------------- | --------------------------------------------------------------------------------------------------- | ------------------------------------------ |
| 1977 US   | Robert Gordon with Link Wray                    | Private Stock; 1979 reissue: RCA Victor; 1997 CD reissue: One Way; 2015 CD reissue: Culture Factory | PS 2030; AFL1-3296; OW-34493; 850703003880 |
| 1978 US   | Fresh Fish Special                              | Private Stock; 1979 reissue: RCA Victor; 1997 CD reissue: One Way; 2015 CD reissue: Culture Factory | PS 7008; AFL1-3299; OW-34491; 850703003873 |
| 2014 US   | Robert Gordon / Link Wray: Cleveland '78 [live] | Rock-A-Billy/Cleopatra                                                                              | CLP-CD-1952                                |